# Orden Playa Girón
La Orden Playa Girón es una distinción de Cuba, conferida por el Consejo de Estado. Recibe su nombre en homenaje a la victoria de Cuba en la batalla de Playa Girón.
Fue establecida en 1961 como Orden Nacional Playa Girón. En oro, con cinta y pasador, presente en su anverso o cara delantera a un miliciano en actitud de combate, con un pie sobre el archipiélago cubano y el otro en el continente y la leyenda «Patria o Muerte». Mientras en su reverso se lee «Orden Nacional - Playa Girón».
Se otorga a ciudadanos cubanos o extranjeros que se hayan destacado en las luchas contra el imperialismo, el colonialismo o el neocolonialismo, o que hayan realizado grandes hazañas por la paz y por el progreso de la humanidad. El primer distinguido fue el cosmonauta Yuri Gagarin, primer ser humano en el espacio exterior, quien viajó a Cuba para celebrar el Día de la Rebeldía Nacional, poco más de tres meses después de su histórico viaje.
Otro personaje que recibió dicha Orden fue el expresidente mexicano Lázaro Cárdenas del Río, quien intento viajar a Cuba durante la mercenaria invasión, para luchar del lado de los cubanos. 
A todos los que reciben el título de Héroe de la República de Cuba también se les impone la Orden Playa Girón.